# لی بون یانگ
لی بون یانگ (به چینی: 李文献) (زاده ۱ اکتبر ۱۹۴۷) کارآفرین، سیاست‌مدار و مدیر ارشد اجرایی سنگاپوری است، که در فاصله سال‌های ۱۹۹۱ تا ۲۰۰۹ همواره به عنوان یکی از وزرای کابینه، در دولت سنگاپور حضور داشت.
یانگ از سال ۱۹۹۲ تا ۲۰۰۳ وزیر نیروی انسانی سنگاپور، از ۲۰۰۳ تا ۲۰۰۹ وزیر اطلاعات، ارتباطات و هنر سنگاپور و به‌مدت ۱ سال از ۱۹۹۴ تا ۱۹۹۵ نیز وزیر دفاع سنگاپور بود.
لی بون یانگ در حال حاضر به‌عنوان رییس هیئت مدیره شرکت‌های سنگاپور پرس و کپل کورپوریشن فعالیت می‌کند.